# Myers Flat (Kalifornija)
Myers Flat je naseljeno područje za statističke svrhe u američkoj saveznoj državi Kalifornija. Prema popisu stanovništva iz 2010. u njemu je živjelo 146 stanovnika.